# Bisimulazione
Nel campo dell'informatica teorica la bisimulazione è una relazione binaria tra sistemi a transizione di stati, che associa due sistemi quando si comportano nello stesso modo, quando cioè un sistema simula l'altro e viceversa.
Intuitivamente due sistemi sono bisimilari se le transizioni di uno possono essere ordinatamente mimate dall'altro, ed è in questo senso che si dice che un osservatore non è in grado di distinguerli.

## Definizione formale
Dato un sistema a transizione di stati ({\displaystyle S}, {\displaystyle \Lambda }, {\displaystyle \to }), una relazione di bisimulazione è una relazione binaria {\displaystyle R} su {\displaystyle S} (quindi {\displaystyle R\in S\times S}) tale che sia {\displaystyle R}-1 and {\displaystyle R} è una simulazione.
Equivalentemente {\displaystyle R} è una bisimulazione se per ogni coppia di elementi {\displaystyle p,q} in {\displaystyle S} con {\displaystyle (p,q)} in {\displaystyle R}, per ogni {\displaystyle \alpha } in {\displaystyle \Lambda }: 
per ogni {\displaystyle p'} in {\displaystyle S}, 
{\displaystyle p{\overset {\alpha }{\rightarrow }}p'}
implica che esiste un {\displaystyle q'} in {\displaystyle S} tale che
{\displaystyle q{\overset {\alpha }{\rightarrow }}q'}
con {\displaystyle (p',q')\in R}; e, simmetricamente, per ogni {\displaystyle q'} in {\displaystyle S}
{\displaystyle q{\overset {\alpha }{\rightarrow }}q'}
implica che esiste un {\displaystyle p'} in {\displaystyle S} tale che
{\displaystyle p{\overset {\alpha }{\rightarrow }}p'}
e {\displaystyle (p',q')\in R}.
Dati due stati {\displaystyle p} e {\displaystyle q} in {\displaystyle S}, {\displaystyle p} è  bisimilare a {\displaystyle q}, scritto {\displaystyle p\,\sim \,q}, se esiste una bisimulazione {\displaystyle R} tale che {\displaystyle (p,q)\in R}. 
| Controllo di autorità | GND (DE) 4619739-4 |